# Borfaser
Die Borfaser ist eine künstlich hergestellte anorganische Mischfaser als Sekundärfaser, deren Primärfaser  eine monofile Wolfram-Mikrofaser ist und deren Fasermantel durch Abscheidung von Bor (als Hüllschicht) in eine Borfaser umgewandelt wird. Die Borfaser ist ideal für Konstruktionsverbundstoffe von Weltraumsystemen, da sie Strahlungsabschirmung, mechanische Festigkeit und Leichtbau gewährleistet. Auf dieses Eigenschaftsprofil  hat Claude P. Talley im Jahr 1959 hingewiesen.

## Herstellung
Der Herstellungsprozess beruht auf dem Verfahren der chemischen Gasphasenabscheidung  von Anton Eduard van Arkel, wobei Bor aus gasförmigen Verbindungen auf einen heißen Kernfaden abgelagert wird. Als Kernfäden sind Wolfram- aber auch Kohlenstofffäden am geeignetsten, die zur Herstellung der Borfaser-Filamenten am Ein- und Ausgang des als Reaktionskammer dienenden geschlossenen Glasbehälters über Quecksilberkontakt elektrisch aufgeheizt werden. Die Kernfäden werden dabei einzeln von Speicherspulen kontinuierlich mittels Aufwickelns der fertigen Borfasern auf Spulen durch den Reaktionsbehälter gezogen. Bei der Prozesstemperatur von 1350° müssen die Fäden noch ihre Festigkeit behalten. Als Gas-Präkursor verwendet man meist Bortrichlorid, weil es im Vergleich zu anderen Halogenen konsistenter, besser handhabbar und kostengünstiger ist. Wasserstoff dient als Träger- und Reduktionsgas. Die Umsetzung erfolgt wie folgt:
{\displaystyle \mathrm {2BCl_{3}+3\ H_{2}\longrightarrow 2B+6HCl} }
Die komplizierte Herstellung hat auch Einfluss auf die Preise von Borfaserfilamenten, die bei einem Durchmesser von ca. 100 µm (4,0 mil) zwischen ca. 2500 und 3170 USD/kg liegen.

## Eigenschaften
Die Borfaser mit einem Wolframkernfaden wird kommerziell häufig mit einem Durchmesser von 102 µm erzeugt. Der Querschnitt ist kreisrund. Die Dichte liegt bei 2,61 g/cm³.
Sie weist Elastizitätsmoduln bis zu 428 GPa. bei Zugfestigkeiten von rund 4,0 GPa. Die Druckfestigkeit liegt geschätzt bei über 6,0 GPa. Die Knoophärte weist einen Wert von 3200 Knoop auf.

## Verwendung
Borfasern werden überwiegend als Prepregs mit Epoxiden angeboten und finden insbesondere für Materialien in Luft- und Raumfahrt und im Sportartikelbereich (Schaft des Golfschlägers, Hockeyschläger, Fliegenfischerruten, Fahrradrahmen) Anwendung. Als Verstärkungsfasern in Metallmatrices wie Aluminiumlegierungen und Titan ermöglichen sie höhere Einsatztemperaturen und ein besseres Ermüdungsverhalten. Die Leitwerke der Kampfflugzeuge F-14 und F-15 wurden mit Borfaser-verstärktem Epoxidharz hergestellt, da zu dem Zeitpunkt der Entwicklung die Verwendung von Kohlenstofffasern zu teuer gewesen wäre.